# Flavius Dalmatius
Flavius Dalmatius († 337/38), auch bekannt als Dalmatius der Zensor, war der Sohn des Constantius Chlorus und seiner Frau Theodora und damit Halbbruder Konstantins des Großen. Dalmatius gelangte als Mitglied der konstantinischen Dynastie zu beträchtlichem Einfluss am Hof Konstantins, der ihn zum Konsul des Jahres 333 ernannte und für ihn den Titel eines Zensors wiederbelebte. Dalmatius wurde schließlich 337 oder 338 – wie seine Söhne Dalmatius und Hannibalianus – in den Wirren nach dem Tod Konstantins ermordet.

## Zeitgeschichtlicher Hintergrund
Das römische Reich durchlief zu Beginn des 4. Jahrhunderts einen tiefgreifenden Wandel. Dalmatius’ Halbbruder Konstantin der Große hatte sich in den Nachfolgekämpfen, die mit dem Ende der von Kaiser Diokletian begründeten Tetrarchie ausbrachen, durchgesetzt und begründete so die konstantinische Dynastie, der auch Dalmatius angehörte.
Bedeutsam war seine Regierungszeit vor allem aus zwei Gründen: Zum einen verlagerte Konstantin die Zentralmacht mit der neuen Hauptstadt Konstantinopel in den Ostteil des Reiches, der ohnehin immer mehr an Bedeutung gewonnen hatte. Zum anderen förderte er das Christentum und leitete somit die Christianisierung des römischen Reiches ein. Auch wenn die traditionellen Götterkulte nicht abgeschafft wurden, verloren sie doch an Kraft und Einfluss.

## Leben

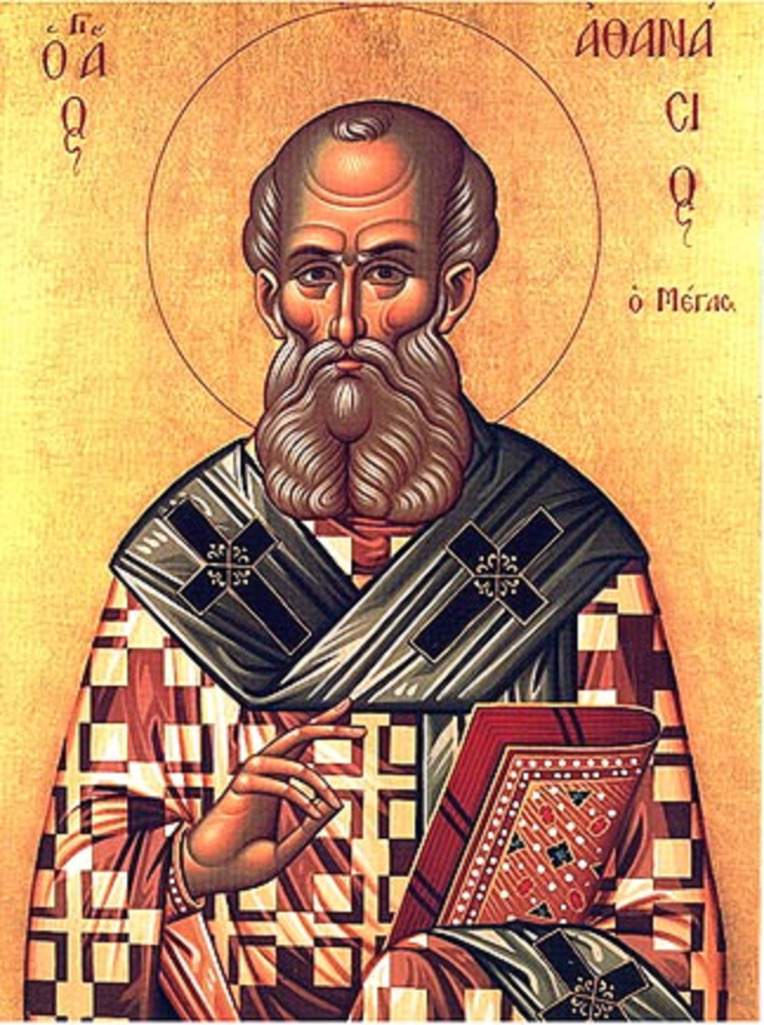
Dalmatius war ein Förderer des Athanasius.

Dalmatius war ein Sohn des Constantius Chlorus und dessen Frau Theodora. Seine Geschwister waren Julius Constantius, Flavius Hannibalianus, Constantia, Anastasia und Eutropia. Er war vermutlich – abgesehen von dem aus einer anderen Verbindung seines Vaters stammenden Konstantin – der älteste Sohn. Dalmatius verbrachte seine Jugend im gallischen Tolosa, dem heutigen Toulouse, angeblich, weil er von Konstantins Mutter Helena vom Hof ferngehalten wurde. Dort wurden vermutlich auch seine beiden Söhne Dalmatius und Hannibalianus geboren. Im Verlauf der 320er Jahre kehrte er nach Konstantinopel an den Hof seines Halbbruders zurück und wurde 333 zusammen mit Domitius Zenofilus zum Konsul ernannt. In die gleiche Zeit fällt seine Auszeichnung mit dem alten Titel des Zensors, den Konstantin offensichtlich eigens für seinen Halbbruder wiederbelebte.
334 residierte Dalmatius in Antiochia, wo er vor Gericht den Fall des antiarianischen Bischofs Athanasius untersuchte, der des Mordes angeklagt war. Im selben Jahr unterdrückte Dalmatius die Revolte des Calocaerus, der auf Zypern zum Kaiser ausgerufen worden war. Dalmatius ließ den Usurpator in Tarsus verbrennen. Im darauffolgenden Jahr rettete er mit einigen Soldaten Athanasius beim Konzil von Tyros das Leben. Damit war dessen Leidensgeschichte aber noch lange nicht zu Ende. Ein möglicher weiterer Aufstieg blieb Dalmatius verwehrt, denn nach dem Tod Konstantins im Mai 337 fiel er einer von Soldaten ausgeführten Säuberungsaktion zum Opfer. Auch der jüngere Dalmatius und Hannibalianus wurden getötet. Es ist unsicher, wer diese Morde in Auftrag gab und wann genau sie stattfanden.